# So So Gangsta
So So Gangsta è l'ottavo album del rapper Daz Dillinger, membro dei Tha Dogg Pound. È stato pubblicato nel 2006 per la So So Def, una sotto etichetta della Def Jam. Dopo Retaliation, Revenge and Get Back, questo è il secondo album di Daz Dillinger ad essere stato pubblicato da una major. In accordo con Billboard, So So Gangsta ha venduto in totale 150,000 copie. I singoli dell'album sono "On Some Real Shit" con Rick Ross, "All I Need" e "Thang On My Hip". Tra le collaborazioni si possono notare artisti di grande spessore come Ice Cube, Snoop Dogg e l'amico di sempre Kurupt.

## Tracce
1. Thang On My Hip
2. On Some Real Shit (feat. Rick Ross)
3. Rat A Tat Tat
4. Weekend (feat. Johnta Austin)
5. DPG Fo' Life (feat. Snoop Dogg & Soopafly)
6. Badder Than A Mutha (feat. Avery Storm)
7. Money On My Mind (feat. Kurupt)
8. Stripaz (feat. Ice Cube)
9. Dangerous (feat. The Kid Slim)
10. All I Need
11. The One (feat. Jagged Edge)
12. Dat's Dat Nigga